# راحة الغرباء
راحة الغرباء (بالإنجليزية: The Comfort of Strangers)‏ هي رواية للكاتب البريطاني إيان ماك إيوان، نشرت عام 1981.
وهي روايته الثانية، وقد حولها هارولد بينتر إلى سناريو فيلم في عام 1990 بنفس العنوان، من بطولة روبرت إيفيريت وكريستوفر ووكن وهيلين ميرين وناتاشا ريتشاردسون. وتدور أحداثه في مدينة البندقية الإيطالية.

## القصة
تدور القصة حول عشيقين إنجليزيين يسافران للبندقية، ويقابلان زوجين عجوزين مصابان بأمرض نفسية جنسية وهو السادية والمازوخية، ويقتلان العشيق، وتتناول القصة معاني الحب والجنس والسادية.

## روابط خارجية
- راحة الغرباء على موقع الموسوعة البريطانية (الإنجليزية)